# Бурцев, Антон Иванович
Антон Иванович Бурцев (ок. 1867— не ранее 1917) — российский революционер, социал-демократ.

## Биография
Родился около 1867 года. Окончил трёхклассное Чебоксарское городское училище. Работал в Казани, где в начале 1890-х годов входил в рабочий кружок, которым руководил А. Стопани. Один из организаторов и активных членов социал-демократического кружка на Алафузовском заводе. В конце 1895 года переехал в Ярославль, куда был вызван А. Стопани для партийной работы. Устроился слесарем на Большой мануфактуре, где завязал связи с рабочими.
12 марта 1896 года арестован в Ярославле по делу о кружке рабочих Алафузовского завода и отправлен в Казань. Обвинялся в участии в организации и деятельности кружка, в распространении нелегальной литературы и в заведовании кассой рабочих. Под стражей по 27 июня 1896 года. 23 октября 1897 года приговорён к шестимесячному тюремному заключению и надзору полиции на 2 года вне столиц, столичных губерний и университетских городов. 4 ноября 1897 года заключён в Казанскую тюрьму.
Отошёл от партийной работы. В 1916—1917 годах жил в Баку, работал в качестве машиниста на нефтепромыслах.